# Georges Jantzy
 (juin 2025).
 (juin 2025).
Motif : pas de sources secondaires centrées, notoriété locale
- Archive Wikiwix
- Bing
- Cairn
- DuckDuckGo
- E. Universalis
- Gallica
- Google
- G. Books
- G. News
- G. Scholar
- Persée
- Qwant
- (zh) Baidu
- (ru) Yandex
- (wd) trouver des œuvres sur Wikidata

| 1. | Préciser le motif de la pose du bandeau. | Précisez le motif de la pose du bandeau en utilisant la syntaxe suivante : {{admissibilité à vérifier\|date=juin 2025\|motif=remplacez ce texte par le motif}}                      |
| 2. | Informer les utilisateurs concernés.     | Pensez à avertir le créateur de l'article, par exemple, en insérant le code ci-dessous sur sa page de discussion : {{subst:avertissement admissibilité à vérifier\|Georges Jantzy}} |

Georges Jantzy, né à Sainte-Marie-aux-Mines le 30 novembre 1850 et mort à Reims le 21 mars 1937, est un agent territorial et musicien amateur français. Il a été responsable de plusieurs harmonies à Reims.

## Biographie

### Famille
Georges est le fils de Chrétien Jantzy et de Madeleine Bentz. Il est né à Sainte-Marie-aux-Mines, dans le Haut-Rhin, le 30 novembre 1850. Il est issu d’une famille alsacienne fixée à Reims en juin 1863. Il a épousé Joséphine Augustine Naegelen (1865-1955).

### Parcours professionnel
Après avoir travaillé comme tisseur en peigné[Quoi ?] à l’usine du Mont-Dieu, Georges Jantzy entre au service de l’hôtel de ville en août 1884. Il évolue jusqu'à parvenir au grade de chef de bureau des contributions. Il prend sa retraite en mars 1915 mais continue cependant à apporter son concours, en 1919, pour la reconstitution des archives de son ancien service.

### Activités musicales
En 1867, il entre comme bugle à la musique municipale de Reims dirigée par Gustave Bazin. Le 15 août 1870, il s’engage pour la durée de la guerre et reste incorporé jusqu’en 1875.
À sa démobilisation, il fonde la fanfare « La Fraternelle ». Dès sa formation, la fanfare est sollicitée pour devenir la section musicale de la société de gymnastique « La Fraternelle ». De 1877 à 1879, il est le sous-directeur de la fanfare avant d’en devenir le directeur. En 1880, la fanfare est dissoute à la suite d'une discorde au sein de la société de gymnastique.
En janvier 1881, Georges Jantzy avec Émile Godret et Jacob Heitz, premier président, créent la « Fanfare du 3e Canton ». 
La formation conserve cette dénomination jusqu’en 1913. À cette date, un legs généreux de Victor Lambert permet sa transformation en « Harmonie du 3e Canton ». Georges Jantzy compose plusieurs œuvres : Souvenir de Bresse (polka originale), La Champenoise (chant rustique) ainsi qu'une Marche solennelle.

### Mort
Il meurt à Reims le 21 mars 1937 et repose au cimetière du Sud de Reims

## Distinctions

### Hommage

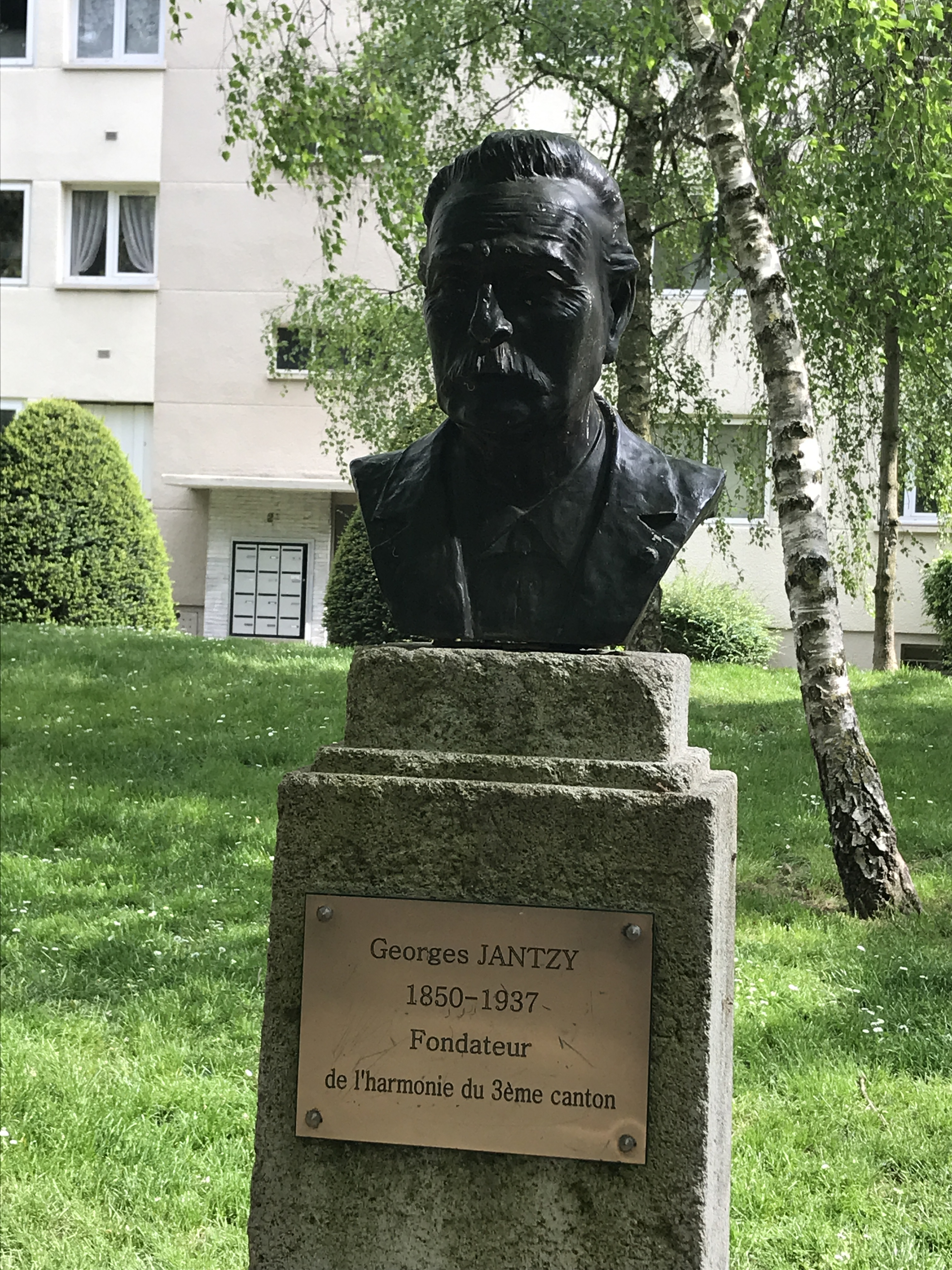
Buste de Georges Jantzy

Le square Victor-Hugo a été rebaptisé à son nom en 1938 avec l’installation d’un buste de bronze d’Edouard Sediey à l'effigie de Georges Jantzy.

### Décoration
- Chevalier de la Légion d'honneur par décret du 25 juillet 1932[1].